# EVM (Zugbeeinflussung)
EVM (ungarisch elektronikus vonatmegállító – „elektronisches Zuganhalten“) ist ein Zugbeeinflussungssystem, das auf allen Hauptstrecken der ungarischen Staatseisenbahn Magyar Államvasutak (MÁV) installiert ist. 
Der streckenseitige Teil des Systems besteht aus codierten Gleisstromkreisen, die mit einer Trägerfrequenz zur Informationsübertragung arbeiten. Die Trägerfrequenz wird durch eine
Amplitudenmodulation von 100 % mit einem elektronischen Codiergerät codiert.
Die Datenübertragung zwischen den codierten Gleisstromkreisen und dem Fahrzeuggerät
erfolgt über induktiv gekoppelte Luftspulen-Antennen über den Schienen.
Die Datenübertragung von der Strecke an die Züge erfolgt durch:
- 75 Hz Trägerfrequenz
- Amplitudenmodulierte Codes (100 %)
- 7 Codes (6 Geschwindigkeitscodes)

Dem Triebfahrzeugführer wird angezeigt:
- Führerraumsignalisierung
- Signalstellung: Halt, zulässige Geschwindigkeit am nächsten Signal (15 km/h, 40 km/h, 80 km/h, 120 km/h, MAX km/h),
- keine Übertragung/Ausfall,
- Rangiermodus

Überwacht wird:
- Geschwindigkeitsbegrenzung
- Wachsamkeitskontrolle alle 1.550 m, falls vist < vziel,
- Wachsamkeitskontrolle alle 200 m, falls vist > vziel
- Haltsignal
- Geschwindigkeitsbegrenzung im Rangiermodus

Die Zwangsbremsung wird ausgelöst
- bei ausbleibender Reaktion des Triebfahrzeugführers
- wenn die Geschwindigkeitsgrenze noch nach dem Wachsamkeitssignal überschritten wird, oder
- falls ein Haltsignal mit mehr als 15 km/h passiert wird
- im Rangiermodus unmittelbar nach Überschreitung von 40 km/h (in diesem Fall ist die Bremse ohne irgendein akustisches Signal aktiviert)

Zudem gibt es die zusätzliche Funktionen:
- Wegrollsicherung
- Komfortfunktion (Anzeige, dass das Signal bei stehendem Zug in Fahrtstellung gegangen ist)

Bezüglich ETCS wird EVM als Klasse-B-System (Class B-System) geführt. Für EVM existiert ein Specific Transmission Module (STM).